# 완도 묘당도 이충무공 유적
완도 묘당도 이충무공 유적(莞島 廟堂島 李忠武公 遺蹟)은 대한민국 전라남도 완도군 고금면에 있는 조선시대 정유재란 때 충무공 이순신(1545∼1598) 장군과 명나라 장수 진린(陳璘)의 군사들이 힘을 합해 왜군을 물리쳤던 장소이다. 1963년 1월 21일 대한민국의 사적 제114호로 지정되었다.

## 개요
정유재란 때 충무공 이순신(1545∼1598) 장군과 명나라 장수 진린(陳璘)의 군사들이 힘을 합해 왜군을 물리쳤던 장소이다.
충무공은 무과에 급제하여 전라좌도 수군절도사를 지내던 때에 왜적의 침입을 대비하여 여수시를 중심으로 배를 만들고 군비를 늘리는 등 일본의 침략에 대비하였다. 선조 25년(1592)에 임진왜란이 터지자 옥포대첩, 노량 해전, 당항포 해전, 한산도 대첩 등 곳곳에서 전승을 거두었고, 정유재란 때에는 명량 해전 등에서 승리를 거두었다. 그가 죽은 후 1604년 선무공신 1등에 올랐고, 영의정에 추증되었으며, ‘충무(忠武)’라는 시호가 내려졌다.
정유재란의 마지막 해인 선조 31년(1598)에 이순신이 약 8,000명의 군사를 이끌고 진을 쳤고, 그 해 7월에 명나라 장수 진린이 약 5,000명의 군사를 이끌고 고금도에 도착하였다. 가까이에 있던 이곳 묘당도에 진을 치면서 두 나라의 군사가 힘을 합하게 되었는데, 이후 7개월간 이곳은 조선과 명나라의 해군 본부가 되었다.
지금 이곳에는 이충무공을 모시고 제사를 지내는 사당으로 충무사가 있고, 보호하는 절의 의미를 띤 옥천사가 나란히 있다. 충무사는 진린이 꿈에 나타난 관운장을 제사지내어 장병들의 무사함을 기원하기 위해 지었다고 하는 관왕묘에서 유래한다. 옥천사는 현종 7년(1666)에 처음 지어졌는데, 관왕묘를 보수공사하면서 그 옆에 수호와 제사를 맡게 하기 위해 암자 하나를 지었다고 한다.
일제시대에 관왕상과 위패·각종 유물들이 바다에 던져졌고, 옥천사의 불상만이 가까운 백운사에 옮겨져 보관되었다. 광복 후에는 관왕묘가 있던 자리에 충무사를 짓고 이충무공을 모시게 되었다.

### 고금도 충무사
충무사(忠武祠) 본 건물은 선조 31년(1598) 명나라 수군 도독이 그들의 군신 관운장을 모시며 제향을 올리고 승전을 기원하기 위해 '관왕묘'라고 처음 건립되었다. 현종7년(1666) 전라 우수사로 부임한 유비연(柳斐然)이 중수하고 관왕묘 옆에 옥천사를 지어 사당(祠堂)을 관리하고 제사(祭祀)를 모시게 하였다. 숙종 9년(1683)에는 관왕묘 서쪽에 사당을 새로 짓고 충무공 이순신을 모시도록 하면서 동무(東廡)에는 관운장과 진린, 서무(西廡)에는 이순신 세 분을 모시는 사당이 되었다.
현종때는 경칩과 상강 두차례에 걸쳐 영암, 강진, 보성, 해남 등 6개 부군현 관원들이 제수를 갖추어 제사를 모셨으며, 정조 15년(1791)정조께서 직접 탄보묘(誕報廟)라는 어필 현판을 하사하고 노량 해전에서 전사한 명나라 장군 등자룡을 함께 모시게 하였다. 등자룡은 진린의 부장으로 70세 노장으로 이순신과 같은 전투에서 용맹을 떨치고 전사한 명나라 장수이다.
일제강점기 때는 민족정신 말살정책에 의하여 관왕상과 위패를 비롯하여 유물(투구, 서적, 벽화, 현판)일체들이 바다에 던져졌고 옥천사의 불상만이 가까운 백운사에 옮겨져 보관되었다. 1945년 해방 이후 고금도 [[유림 (유교)]이 중심이 되어 관왕묘가 있던 자리에 사당을 재건하여 현판을 충무사로 바꾸어 충무공을 정전(正殿)에 모시게 하였다. 1959년에는 이순신의 보좌관인 조방장이며 당시 가리포 첨사 이영남(李英男)을 동무(東廡)에 모시고 매년 4월 8일 충무공 탄신기념제와 11월 9일(음력} 순국제(殉國祭)를 지내고 있다.

### 월송대(충무공 이순신 장군 가묘 터)
이곳은 임진왜란(1592~1598)때 왜적을 물리친 충무공 이순신 장군의 유해를 임시로 안장하였던 터이다. 이순신 장군이 1598년 11월 19일 노량해전 때 순국하자 본영이었던 이곳에 10여 일간 안장된 후 아산으로 운구되었다. 이회(장군의 아들)가 현감역에게 보낸 편지(서간첩)에 의하면, 이순신 장군의 시신은 12월 13일 이전에 아산 본가에 도착해 있었음을 알 수 있다. 장군의 시신은 1599년 2월 11일 금성산에 매장되었다가, 1614년 현 위치인 어라산으로 이장되었다.

## 문화재 명칭 변경
원래 이름은 묘당도이충무공유적이었으나, 2011년 현재의 명칭으로 변경되었다.

## 참고 자료
- 완도 묘당도 이충무공 유적 - 국가유산청 국가유산포털